# Cataglyphis argentatus
Cataglyphis argentatus é uma espécie de inseto do gênero Cataglyphis, pertencente à família Formicidae.